# Кауфманн, Миккель
Миккель Кауфманн Сёренсен (дат. Mikkel Kaufmann Sørensen; родился 3 января 2001 года, Хассерис, Дания) — датский футболист, нападающий клуба «Хайденхайм».

## Клубная карьера
Кауфманн — воспитанник клуба «Ольборг». 6 августа 2018 года в матче против «Венсюсселя» он дебютировал в датской Суперлиге. 7 апреля 2019 года в поединке против «Хобро» Миккель забил свой первый гол за «Ольборг». В начале 2020 года Кауфманн перешёл в «Копенгаген». 14 февраля в матче против «Эсбьерг» он дебютировал за новую команду.

## Международная карьера
В 2018 году в составе юношеской сборной Дании Росс принял участие в юношеском чемпионате Европы в Англии. На турнире он сыграл в матче против команд Боснии и Герцеговины и Бельгии.